# فيلق المهندسين الملكيين
فيلق المهندسين الملكيين، المعروف عادة باسم المهندسين الملكيين (RE)، والمعروف باسم خبراء المتفجرات، هو الذراع الهندسي للجيش البريطاني. وهي تقدم الهندسة العسكرية وغيرها من الدعم الفني للقوات المسلحة البريطانية ويرأسها كبير المهندسين الملكيين. يقع مقر الفيلق والمدرسة الملكية للهندسة العسكرية في تشاتام في كينت، إنجلترا. وينقسم الفيلق إلى عدة أفواج، متمركزة في أماكن مختلفة في المملكة المتحدة وحول العالم.

## تاريخ

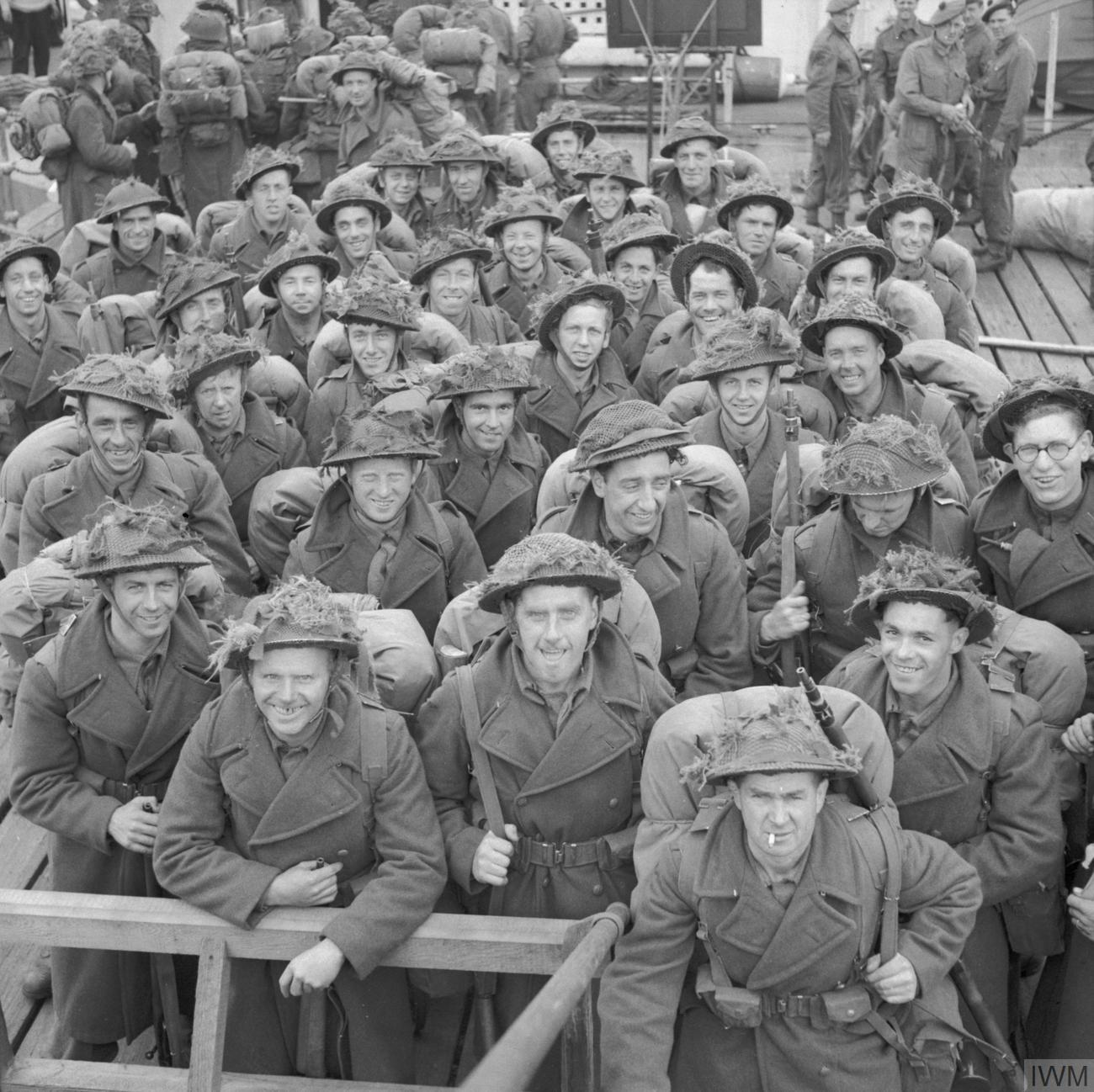
مهندسون ملكيون يصعدون على متن سفينة متجهة إلى نورماندي ، 9 يونيو 1944

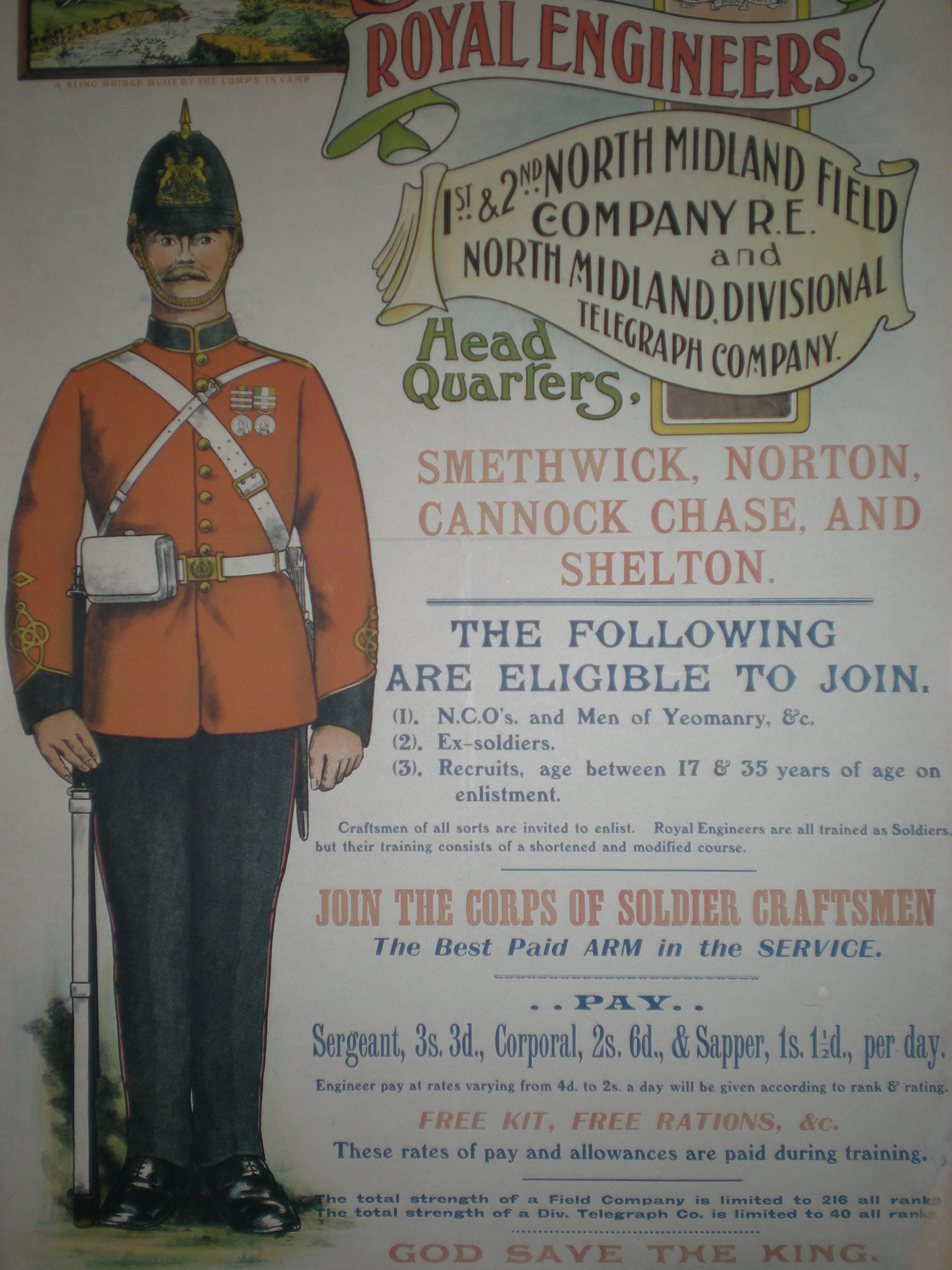
ملصق توظيف المهندسين الملكيين

يعود أصل المهندسين الملكيين إلى المهندسين العسكريين الذين جلبهم ويليام الفاتح إلى إنجلترا، لا سيما الأسقف جوندولف من كاتدرائية روتشستر، ويزعمون أنهم قدموا أكثر من 900 عام من الخدمة المتواصلة للتاج. لطالما خدم المهندسون في جيوش التاج؛ ومع ذلك، فإن أصول الفيلق الحديث، إلى جانب أصول المدفعية الملكية، تعود إلى مجلس الذخائر الذي أُسّس في القرن الخامس عشر. 
في وولويتش عام 1716، شكل المجلس الفوج الملكي للمدفعية وأنشأ فيلق المهندسين، الذي يتكون بالكامل من ضباط مفوضين. تم تنفيذ العمل اليدوي من قبل شركات الحرفيين، المكونة من الحرفيين والعمال المدنيين المتعاقدين. في عام 1772، تأسست شركة Soldier Artificer للخدمة في جبل طارق، وهي أول شركة للمهندسين العسكريين غير المفوضين. وفي عام 1787، مُنح فيلق المهندسين البادئة الملكية، واعتمد اسمه الحالي؛ وفي نفس العام، تم تشكيل فيلق الحرفيين العسكريين الملكيين، المكون من ضباط صف وجنود، بقيادة المهندسين الملكيين. وبعد عشر سنوات، تم استيعاب شركة جبل طارق (التي ظلت منفصلة)، وفي عام 1812 تم تغيير اسم الوحدة إلى فيلق خبراء المتفجرات وعمال المناجم الملكيين. 
للا يوجد لدى الفيلق أي شرف قتالي. في عام 1832، تم منح شعار الفوج Ubique & Quo Fas Et Gloria Ducunt ("في كل مكان" و"حيث يقود الحق والمجد"؛ في اللاتينية fas تعني "الواجب المقدس"). يدل الشعار على أن الفيلق شارك في جميع الصراعات الكبرى للجيش البريطاني وجميع الصراعات الصغيرة أيضًا تقريبًا. 
في عام 1855، تم إلغاء مجلس الذخائر، وتم نقل السلطة على المهندسين الملكيين وخبراء المتفجرات وعمال المناجم الملكيين والمدفعية الملكية إلى القائد الأعلى للقوات، وبالتالي توحيدهم مع بقية الجيش. في العام التالي، أصبح المهندسون الملكيون وخبراء المتفجرات وعمال المناجم الملكيون فيلقًا موحدًا باسم فيلق المهندسين الملكيين، وتم نقل مقرهم الرئيسي من الترسانة الملكية، وولويتش، إلى تشاتام، كينت. 
شملت عملية إعادة تنظيم الجيش البريطاني، التي بدأت في منتصف القرن التاسع عشر وامتدت على مدى عدة عقود، إعادة تشكيل الميليشيا، وتشكيل قوة المتطوعين، والتنظيم الوثيق للقوات بدوام جزئي مع الجيش النظامي. كانت الميليشيا القديمة عبارة عن قوة مشاة، بخلاف التوظيف العرضي لرجال الميليشيا لإدارة دفاعات المدفعية وأدوار أخرى في حالات الطوارئ. وقد تغير هذا في عام 1861، مع تحويل بعض الوحدات إلى أدوار المدفعية. كما تم إنشاء شركات الميليشيات والهندسة التطوعية، بدءًا من تحويل ميليشيا أنجلسي ومونماوثشاير إلى مهندسين في عام 1877. دعم مهندسو الميليشيا والقوة التطوعية المهندسين الملكيين النظاميين في مجموعة متنوعة من الأدوار، بما في ذلك خدمة التعدين تحت الماء التي تقوم بتشغيل القوارب اللازمة لرعاية دفاعات الألغام تحت الماء التي تحمي الموانئ في بريطانيا وإمبراطوريتها. وشملت هذه الشركات ميليشيا تعدين الغواصات التي تم ترخيصها لبرمودا في عام 1892، ولكن لم يتم إنشاؤها أبدًا، ومهندسي برمودا المتطوعين الذين ارتدوا زي المهندسين الملكيين وحلوا محل شركات المهندسين الملكيين العادية التي انسحبت من حامية برمودا في عام 1928. ;وقع دمج قوات الاحتياط المختلفة بدوام جزئي في القوة الإقليمية في عام 1908، والتي أعيدت تسميتها بالجيش الإقليمي بعد الحرب العالمية الأولى، وجيش الاحتياط في عام 2014.. 
حتى بعد الاتحاد ظلت وحدات من المهندسيين الملكيين و المدفعية الملكية متمكزة في أسترالياا 
في عام 1911، شكل الفيلق كتيبته الجوية، وهي أول وحدة طيران تابعة للقوات المسلحة البريطانية. كانت الكتيبة الجوية هي السلف لسلاح الطيران الملكي والقوات الجوية الملكية. 
شهدت الحرب العالمية الأولى تحولًا سريعًا للمهندسين الملكيين حيث أصبحت التقنيات الجديدة أكثر أهمية من أي وقت مضى في إدارة الحرب وتولى المهندسون مجموعة متزايدة من الأدوار. وفي الخطوط الأمامية، قاموا بتصميم وبناء التحصينات، وتشغيل معدات الغاز السام، وإصلاح المدافع والمعدات الثقيلة، وإجراء حرب تحت الأرض تحت خنادق العدو. وشملت أدوار الدعم بناء وصيانة وتشغيل السكك الحديدية والجسور وإمدادات المياه والممرات المائية الداخلية، فضلا عن الاتصالات الهاتفية واللاسلكية وغيرها.  مع تزايد الطلب على الفيلق، تم توسيع قوته البشرية من إجمالي (بما في ذلك الاحتياطيات) يبلغ حوالي 25000 في أغسطس 1914، إلى 315000 في عام 1918. 
في عام 1915، ردًا على التعدين الألماني للخنادق البريطانية في ظل ظروف الحصار الثابتة آنذاك في الحرب العالمية الأولى، شكل الفيلق شركات حفر الأنفاق الخاصة به. كان يديرهم عمال مناجم الفحم ذوو الخبرة من جميع أنحاء البلاد، وعملوا بنجاح كبير حتى عام 1917، عندما قاموا بعد انهيار المواقع الثابتة ببناء مخابئ عميقة مثل مخبأ مصاصي الدماء لحماية القوات من القصف العنيف. 
قبل الحرب العالمية الثانية، كان مطلوبًا من مجندي المهندسين الملكيين أن لا يقل طولهم عن 5 أقدام و4 بوصات (5 أقدام وبوصتين لفرع الخيالة). تم تجنيدهم في البداية لمدة ست سنوات مع الألوان وست سنوات أخرى مع الاحتياطي أو أربع سنوات وثماني سنوات. على عكس معظم الفيالق والأفواج، حيث كان الحد الأقصى للعمر 25 عامًا، كان بإمكان الرجال الالتحاق بالمهندسين الملكيين حتى سن 35 عامًا. لقد تدربوا في مستودع المهندسين الملكي في تشاتام أو مستودع المهندسين الملكي في ألدرشوت.
خلال الثمانينيات، شكل المهندسون الملكيون العنصر الحيوي لثلاثة ألوية مهندسين على أقل تقدير: لواء المهندسين الثاني عشر (إصلاح أضرار المطارات)؛  لواء المهندسين التاسع والعشرون ؛ ولواء المهندسين الثلاثين . بعد حرب الفوكلاند، كان فوج المهندسين السابعع و الثلاثون (FI) نشطًا من أغسطس 1982 حتى 14 مارس 1985.

## متحف الفوج
يقع متحف المهندسين الملكيين في جيلينجهام في كينت. 

## المشاريع الكبرى

### كولومبيا البريطانية
قالب:British Army navboxكان المهندسون الملكيون، مفرزة كولومبيا، بقيادة العقيد ريتشارد كليمنت مودي، مسؤولين عن تأسيس واستيطان كولومبيا البريطانية باعتبارها مستعمرة كولومبيا البريطانية.  

### قاعة ألبرت الملكية
صُممَت قاعة ألبرت الملكية من قبل الكابتن فرانسيس فوك واللواء هنري واي دي سكوت من المهندسين الملكيين وتم بناؤها من قبل لوكاس براذرز. تأثر المصممون بشدة بالمدرجات القديمة، لكنهم تعرضوا أيضًا لأفكار جوتفريد سمبر أثناء عمله في متحف فيكتوريا وألبرت. 

### البنية التحتية الهندية
تم إنشاء جزء كبير من البنية التحتية التي تعود إلى الحقبة الاستعمارية البريطانية في الهند، والتي لا تزال عناصرها باقية حتى اليوم، من قبل مهندسي جيوش الرئاسات الثلاث والمهندسين الملكيين. كان الملازم (لاحقًا الجنرال السير) آرثر توماس كوتون (1803–99)، مهندسو مدراس، مسؤولاً عن تصميم وبناء أعمال الري الكبرى على نهر كافيري، الذي كان يسقي محاصيل الأرز في منطقتي تانجور وتريشينوبولي في أواخر عشرينيات القرن التاسع عشر. في عام 1838 قام بتصميم وبناء الدفاعات البحرية لمدينة فيزاجاباتام. كان العقل المدبر لمشروع دلتا جودافيري حيث تم ري 720 ألف فدان (2900 كيلومتر مربع) من الأراضي وتم جعل 500 ميل (800 كيلومتر) من الأراضي المؤدية إلى ميناء كوكانادا صالحة للملاحة في أربعينيات القرن التاسع عشر. وقد ظهر هذا الاحترام لإرثه الدائم عندما أقامت الحكومة الهندية في عام 1983 تمثالاً لذكراه في داوليسوارام. 
وشملت مشاريع الري والقنوات الأخرى قناة الجانج، حيث عمل العقيد السير كولين سكوت مونكريف (1836–1916) مهندسا رئيسيا وأجرى تعديلات على العمل الأصلي. ومن بين المهندسين الآخرين الذين تلقوا تدريبهم في الهند، أصبح سكوت مونكريف وكيل وزارة الأشغال العامة في مصر، حيث قام بترميم سد النيل وأعمال الري في مصر السفلى. 

### قناة ريدو
تم اقتراح بناء قناة ريدو بعد وقت قصير من حرب عام 1812، عندما ظل هناك تهديد مستمر بشن هجوم من قبل الولايات المتحدة على مستعمرة كندا العليا البريطانية. كان الغرض الأولي لقناة ريدو عسكريًا، حيث كان الهدف منها توفير طريق إمداد واتصالات آمن بين مونتريال والقاعدة البحرية البريطانية في كينغستون، أونتاريو. غربًا من مونتريال، سيستمر السفر على طول نهر أوتاوا إلى بايتاون (أوتاوا الآن)، ثم جنوب غربًا عبر القناة إلى كينغستون والخروج إلى بحيرة أونتاريو. وكان الهدف هو تجاوز امتداد نهر سانت لورانس المتاخم لولاية نيويورك، وهو الطريق الذي كان من شأنه أن يجعل سفن الإمداد البريطانية عرضة للهجوم أو حصار نهر سانت لورانس. أشرف على بناء القناة المقدم جون باي من المهندسين الملكيين. بتوجيه منه، حدد الملازم ويليام دينيسون قوة الأخشاب القديمة لأغراض البناء بالقرب من بايتاون، وهي النتائج التي أثنى عليها معهد المهندسين المدنيين في إنجلترا.. 

### مرتفعات دوفر الغربية

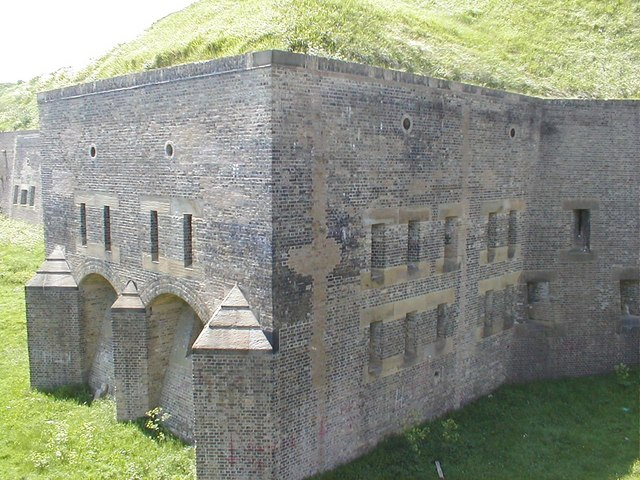
إسقاط الحصن.

تعد المرتفعات الغربية في دوفر أحد أكثر التحصينات إثارة للإعجاب في بريطانيا. وهي تتألف من سلسلة من الحصون والنقاط القوية والخنادق، المصممة لحماية المملكة المتحدة من الغزو. تم إنشاؤها لتعزيز الدفاعات الحالية وحماية ميناء دوفر الرئيسي من الهجمات البحرية والبرية. تم منح أعمال الحفر لأول مرة في عام 1779 ضد الغزو المخطط له في ذلك العام، وتم تحصين الأرض المرتفعة غرب دوفر بإنجلترا، والتي تسمى الآن مرتفعات دوفر الغربية، بشكل صحيح في عام 1804 عندما تم تكليف المقدم ويليام تويس بتحديث الدفاعات الحالية. كان هذا جزءًا من برنامج تحصين ضخم ردًا على غزو نابليون المخطط للمملكة المتحدة. للمساعدة في حركة القوات بين قلعة دوفر ودفاعات المدينة، قدم تويس حجته لبناء العمود الكبير في الجرف:
"... الثكنات الجديدة. ... تبعد ما يزيد قليلاً عن 300 ياردة أفقياً عن الشاطئ. ... وحوالي 180 قدماً (55 متراً) فوق علامة المد العالي، ولكن من أجل التواصل معهم من وسط المدينة، تبلغ المسافة على ظهور الخيل ما يقرب من ميل ونصف والمشي حوالي ثلاثة أرباع ميل، وجميع الطرق تمر حتماً فوق الأرض على ارتفاع أكثر من 100 قدم (30 متراً) فوق الثكنات، إلى جانب أن ممرات المشاة شديدة الانحدار وطباشيرية لدرجة أن عدداً من الحوادث ستحدث حتماً أثناء الطقس الرطب وخاصة بعد الفيضانات. ولذلك فإنني مضطر إلى التوصية ببناء عمود بدرج ثلاثي... الهدف الرئيسي منه هو راحة القوات وسلامتها... وقد يكون مفيدًا في النهاية في إرسال تعزيزات إلى القوات أو في توفير انسحاب آمن لها." 
تمت الموافقة على خطة تويس وتم المضي قدمًا في البناء. كان من المقرر أن يبلغ قطر العمود 26 قدمًا (7.9 مترًا) وعمقه 140 قدمًا (43 مترًا) مع رواق بطول 180 قدمًا (55 مترًا) يربط الجزء السفلي من العمود بشارع سنارجيت، وكل ذلك بأقل من £4000 تقريبًا. تضمنت الخطة بناء عمودين مبطنين بالطوب، أحدهما داخل الآخر. في الخارج سيتم بناء درج ثلاثي، حيث يعمل الدرج الداخلي كبئر ضوء مع "نوافذ" مقطوعة في جداره الخارجي لإضاءة السلالم. على ما يبدو، بحلول مارس 1805، لم يتبق سوى 40 قدمًا (12 مترًا) من المعرض المتصل للحفر ومن المحتمل أن المشروع قد اكتمل بحلول عام 1807. 

### سجن بنتونفيل

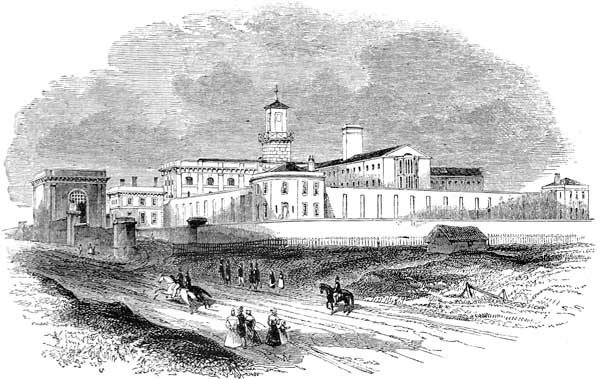
سجن بنتونفيل صممه الكابتن جوشوا جيب

سمح قانونان صادران عن البرلمان ببناء سجن بنتونفيل لاحتجاز المدانين المحكوم عليهم بالسجن أو الذين ينتظرون النقل. بدأ البناء في 10 أبريل 1840 واكتمل في عام 1842. التكلفة كانت 84,186 جنيهًا إسترلينيًا و12 شلنًا و2 بنسات. قام الكابتن (لاحقًا اللواء السير) جوشوا جيب بتصميم سجن بنتونفيل، حيث قدم مفاهيم جديدة مثل الزنازين الفردية ذات التدفئة والتهوية والصرف الصحي الجيد. 

### لجان الحدود
على الرغم من أن رسم الخرائط بواسطة ما أصبح يُعرف الآن بهيئة المساحة الأمريكية كان نتيجة لضرورة عسكرية، إلا أنه سرعان ما أدرك الجميع أن الخرائط الدقيقة يمكن استخدامها أيضًا لأغراض مدنية. تم استخدام الدروس المستفادة من لجنة الحدود الأولى هذه بشكل جيد في جميع أنحاء العالم حيث حدد أعضاء الفيلق الحدود نيابة عن الحكومات البريطانية والأجنبية؛ تشمل بعض لجان الحدود البارزة ما يلي: 
ويستمر الكثير من هذا العمل حتى يومنا هذا. تطلب إصلاح حق التصويت الذي أحدثه قانون الإصلاح (1832) إنشاء لجان حدودية. تم توظيف الملازمين داوسون وتوماس دروموند (1797–1839)، المهندسين الملكيين، لجمع المعلومات الإحصائية التي تأسس عليها مشروع القانون، وكذلك تحديد حدود ومناطق الأحياء. وقيل إن مصير العديد من الأحياء وقع ضحية للهليوستات وضوء دروموند، وهي الأداة التي اخترعها دروموند أثناء المسح في أيرلندا. 

### مستوى أبني
مستوى أبني هو أداة تستخدم في المسح وتتكون من أنبوب رؤية ثابت، ومستوى روح متحرك متصل بذراع تأشير، ومقياس منقلة. يعد مستوى أبني سهل الاستخدام وغير مكلف نسبيًا، وعند استخدامه بشكل صحيح فهو أداة مسح دقيقة. تم اختراع مستوى أبني من قبل السير ويليام دي ويفيليسلي أبني (1843–1920) الذي كان مهندسًا ملكيًا وعالم فلك وكيميائي إنجليزي اشتهر بريادته في التصوير الفوتوغرافي الملون ورؤية الألوان. اخترع أبني هذه الآلة تحت إشراف المدرسة الملكية للهندسة العسكرية في تشاتام بإنجلترا في سبعينيات القرن التاسع عشر. 

### أحواض بناء السفن الملكية
في عام 1873، تم تعيين الكابتن هنري براندريث مديرًا لقسم الهندسة المعمارية والهندسة المدنية، والذي أصبح فيما بعد قسم أعمال الأميرالية. بعد هذا التعيين، أشرف العديد من ضباط المهندسين الملكيين على الأعمال الهندسية في أحواض بناء السفن التابعة للبحرية الملكية في أجزاء مختلفة من العالم، بما في ذلك حوض بناء السفن البحري الملكي في برمودا، القاعدة الرئيسية لسفن أمريكا الشمالية ومحطة جزر الهند الغربية. 

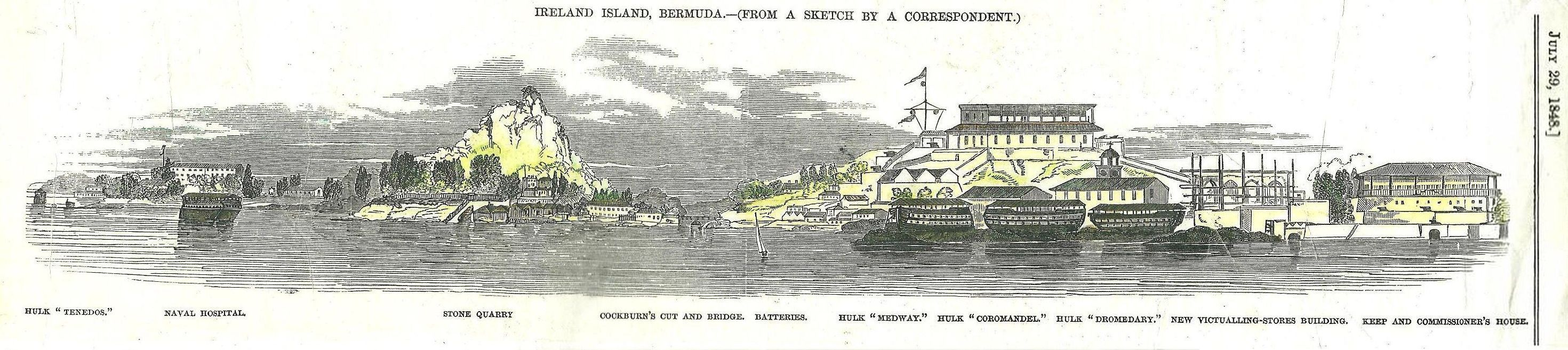
1848 نقش خشبي لـ HMD برمودا، جزيرة أيرلندا، برمودا.

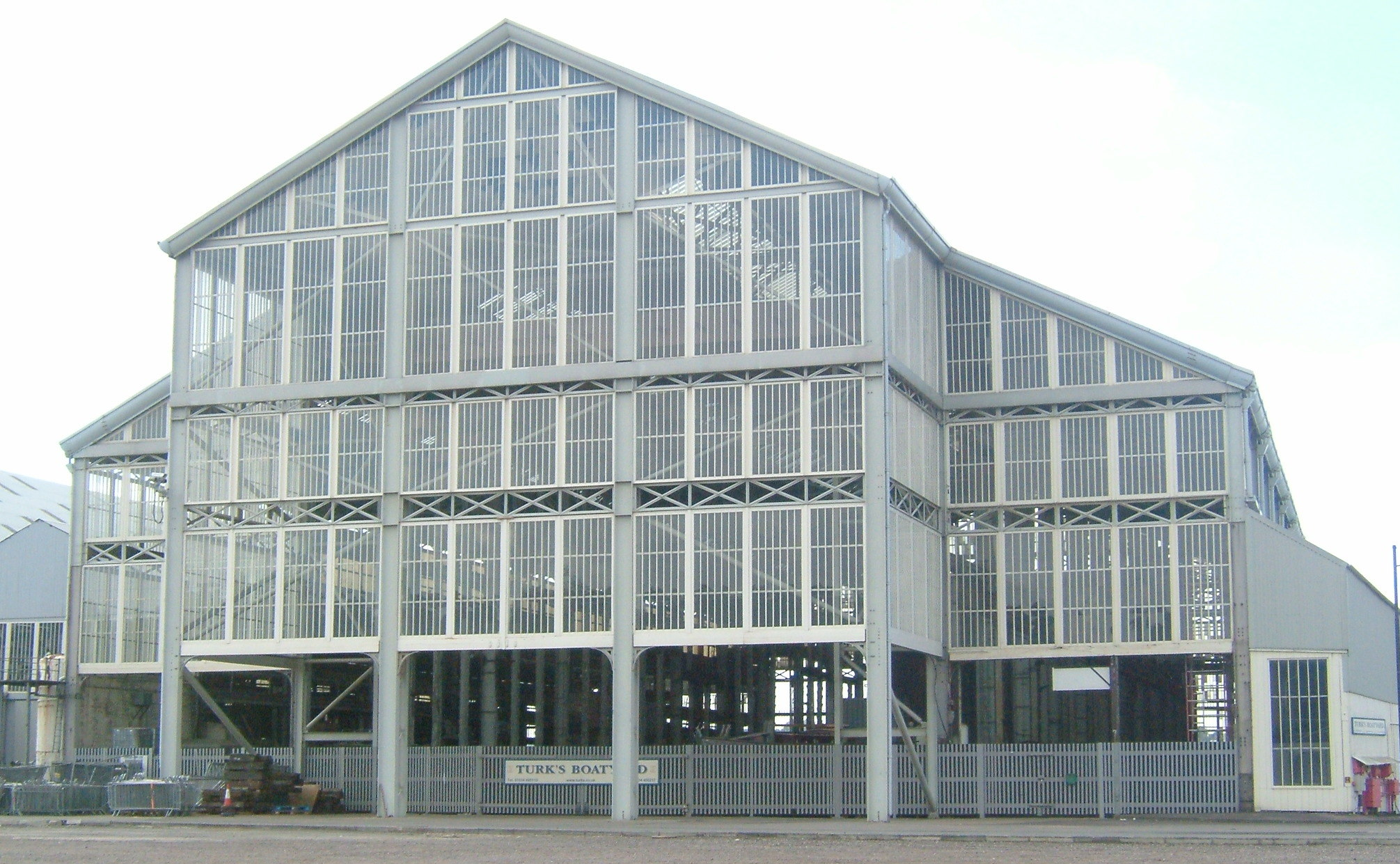
الرصيف رقم 7 في حوض بناء السفن تشاتام ، صممه العقيد جي. جرين

تشاتام، كونها موطن الفيلق، تعني أن المهندسين الملكيين وحوض بناء السفن كانت بينهما علاقة وثيقة منذ تعيين الكابتن براندريث. في حوض بناء السفن في تشاتام، صمم الكابتن توماس مولد دعامات السقف الحديدية للزلاقات المغطاة 4 و5 و6. تم تصميم Slip 7 بواسطة العقيد Godfrey Greene أثناء انتقاله إلى الفيلق من Bengal Sappers & Miners. في عام 1886، تم تعيين الرائد هنري بيلكنجتون مشرفًا على الهندسة في حوض بناء السفن، ثم انتقل إلى مدير الهندسة في الأميرالية في عام 1890 والمهندس الرئيسي لأعمال القروض البحرية، حيث كان مسؤولاً عن توسيع جميع أحواض بناء السفن الرئيسية في الداخل والخارج. 

## الصفقات

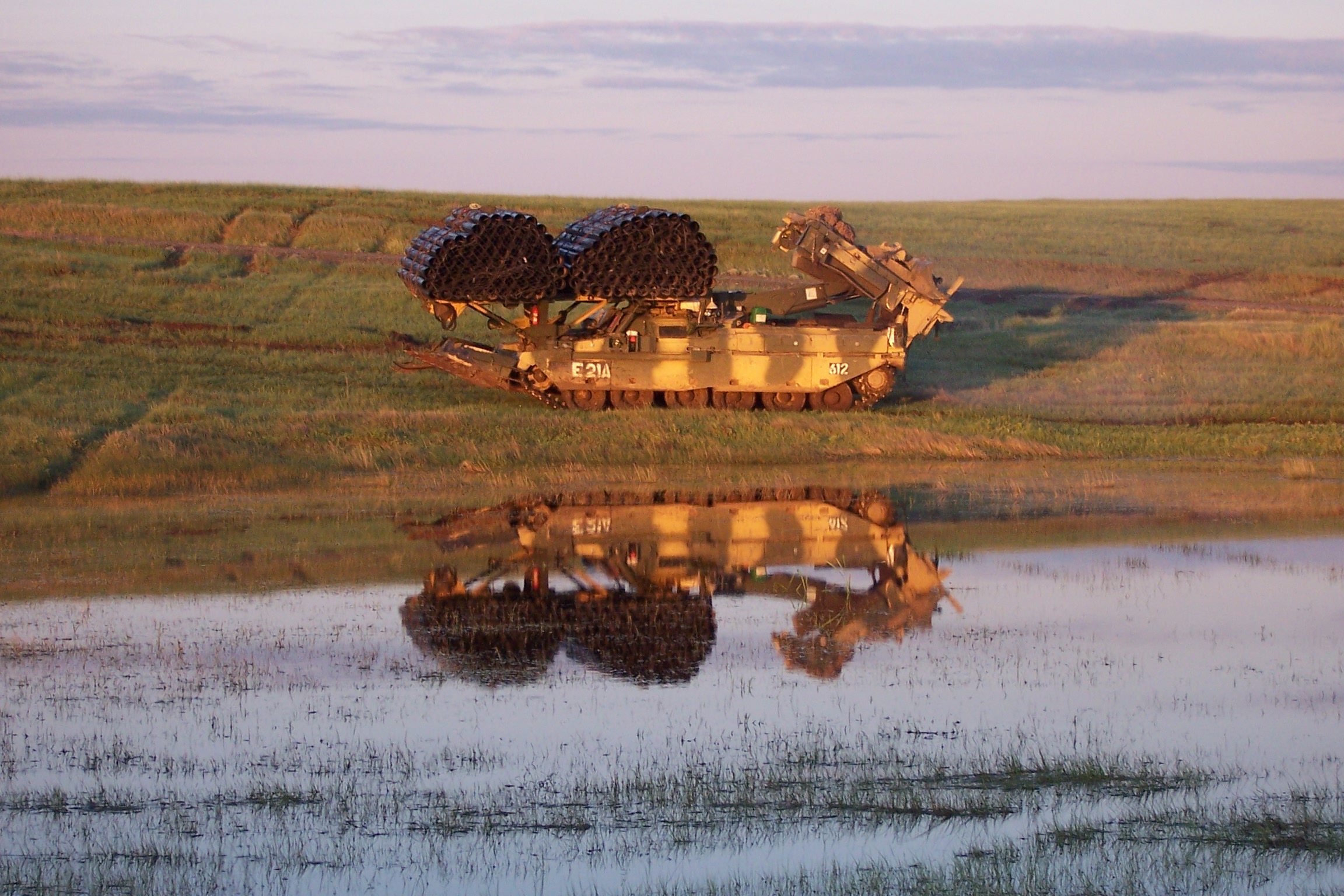
ME – مدرعة تعمل على مركبة AVRE في كندا

جميع أعضاء المهندسين الملكيين هم مهندسون قتاليون مدربون وجميع خبراء المتفجرات (الجنود) وضباط الصف لديهم أيضًا مهنة أخرى. تشمل هذه المهن: فني تكييف الهواء، كهربائي، فني عام، ميكانيكي مشغل مصنع، سباك، عامل بناء، جصاص / رسام، نجار ونجار، صانع، فني مواد بناء، رسام تصميم، رسام كهربائي وميكانيكي، فني دعم جغرافي، مهندس مسح، مهندس مدرعات، سائق، مهندس تكنولوجيا المعلومات، مهندس لوجستي متخصص، مهندس برمائي، متخصص في التخلص من القنابل، غواص أو متخصص في البحث  يجوز لهم أيضًا إجراء الاختيار والتدريب المتخصص للتأهل كقوات كوماندوز أو مظليين عسكريين. النساء مؤهلات لجميع تخصصات المهندس الملكي. 

## المدرسة الملكية للهندسة العسكرية

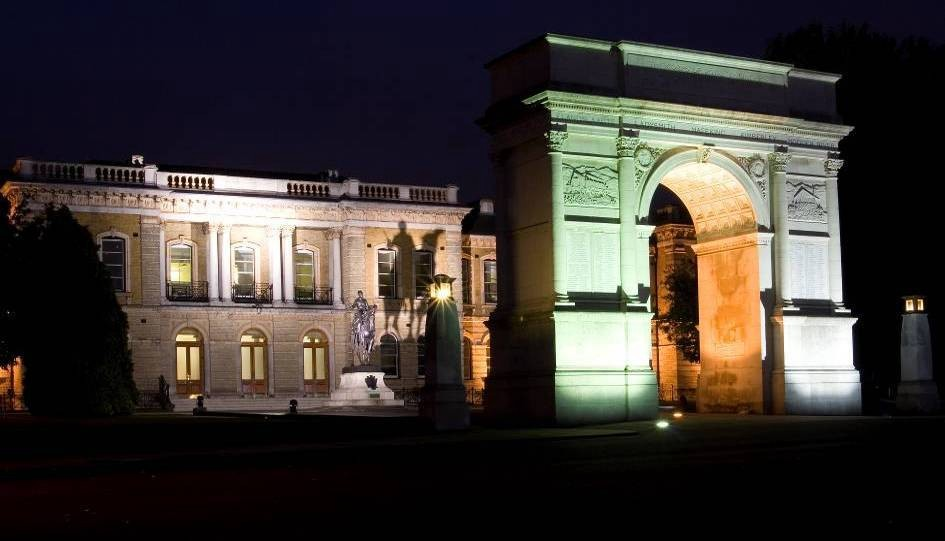
المقر الرئيسي للمدرسة الملكية للهندسة العسكرية.

المدرسة الملكية للهندسة العسكرية (RSME) هي مركز التميز التابع للجيش البريطاني للهندسة العسكرية والتخلص من الذخائر المتفجرة (EOD) والتدريب على البحث لمكافحة الإرهاب. تقع المدرسة في عدة مواقع في تشاتام وكينت وكامبرلي في ساري وبيسستر في أوكسفوردشاير. توفر المدرسة الملكية للهندسة العسكرية مرافق تدريبية لمجموعة كاملة من مهارات المهندس الملكي. تأسست RSME على يد الرائد (لاحقًا الجنرال السير) تشارلز باسلي، باعتبارها مؤسسة المهندسين الملكية في عام 1812.  تم تغيير اسمها إلى كلية الهندسة العسكرية في عام 1868 ومنحت البادئة "الملكية" في عام 1962. 
- المدرسة الملكية للهندسة العسكرية [30]
  - مدرسة مهندسي القتال
    - فوج الهندسة العسكرية الملكية الثالث، في مينلي : [31]
      - سرب التدريب 55
      - سرب التدريب 57
      - سرب المقر 63 ودعم التدريب

    - جناح أنظمة معلومات الاتصالات

  - مدرسة مهندس البناء
    - فوج الهندسة العسكرية الملكية الأول في تشاتام: [31]
      - سرب التدريب 24
      - سرب التدريب 36
      - عمليات القوارب
      - فرقة هاكيت (النبات)

    - جناح الهندسة المدنية
    - الجناح الكهربائي والميكانيكي

  - جناح حرب المهندسين الملكيين (تأسس في عام 2011 وانقسم بين ثكنات برومبتون وتشاثام وثكنات جبل طارق في مينلي في هامبشاير ، وهو نتاج الدمج بين جناح القيادة، حيث تم تدريس القيادة والتكتيكات وجناح هندسة ساحة المعركة، حيث تم تسهيل تدريب الهندسة القتالية.)
    - مركز المعلومات والتدريب في مجال الألغام في المملكة المتحدة

  - مدرسة الدفاع عن الذخائر المتفجرة والبحث (المعروفة سابقًا باسم مدرسة الدفاع عن الذخائر المتفجرة ومركز البحث الوطني)
- السرب التدريبي 28، فوج تدريب الجيش [32]
- وحدة تدريب الغوص (الجيش)، (DTU(A)) [33]
- فرقة سلاح المهندسين الملكي (الفرقة جزء من سلاح الموسيقى الملكي للجيش ) [34]

## راية الفيلق

علم بوابة المعسكر للمهندسين الملكيين

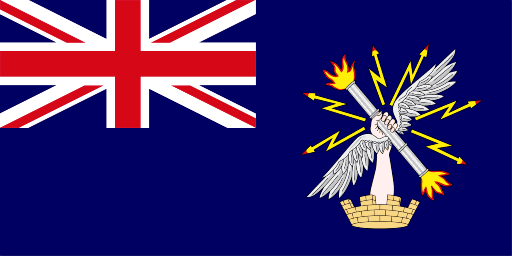
راية المهندسين الملكيين

قام المهندسون الملكيون، قسم الموانئ، بتشغيل الموانئ والمرافئ للجيش واستخدموا بشكل أساسي السفن المتخصصة مثل القاطرات والجرافات. خلال الحرب العالمية الثانية، تم رفع الراية الزرقاء للمهندسين الملكيين من موانئ مولبيري. 

## الأسقف غوندولف، روتشستر ومهندسو الملك

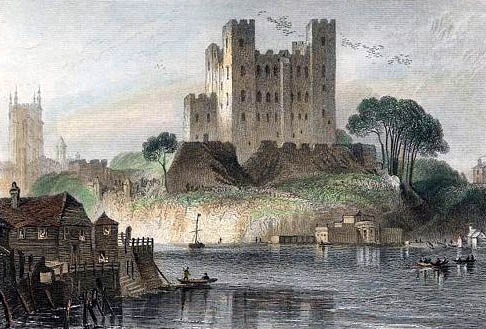
قلعة روتشستر من عبر نهر ميدواي. نقش من الصورة بواسطة ج.ف سارجنت حوالي عام 1836.

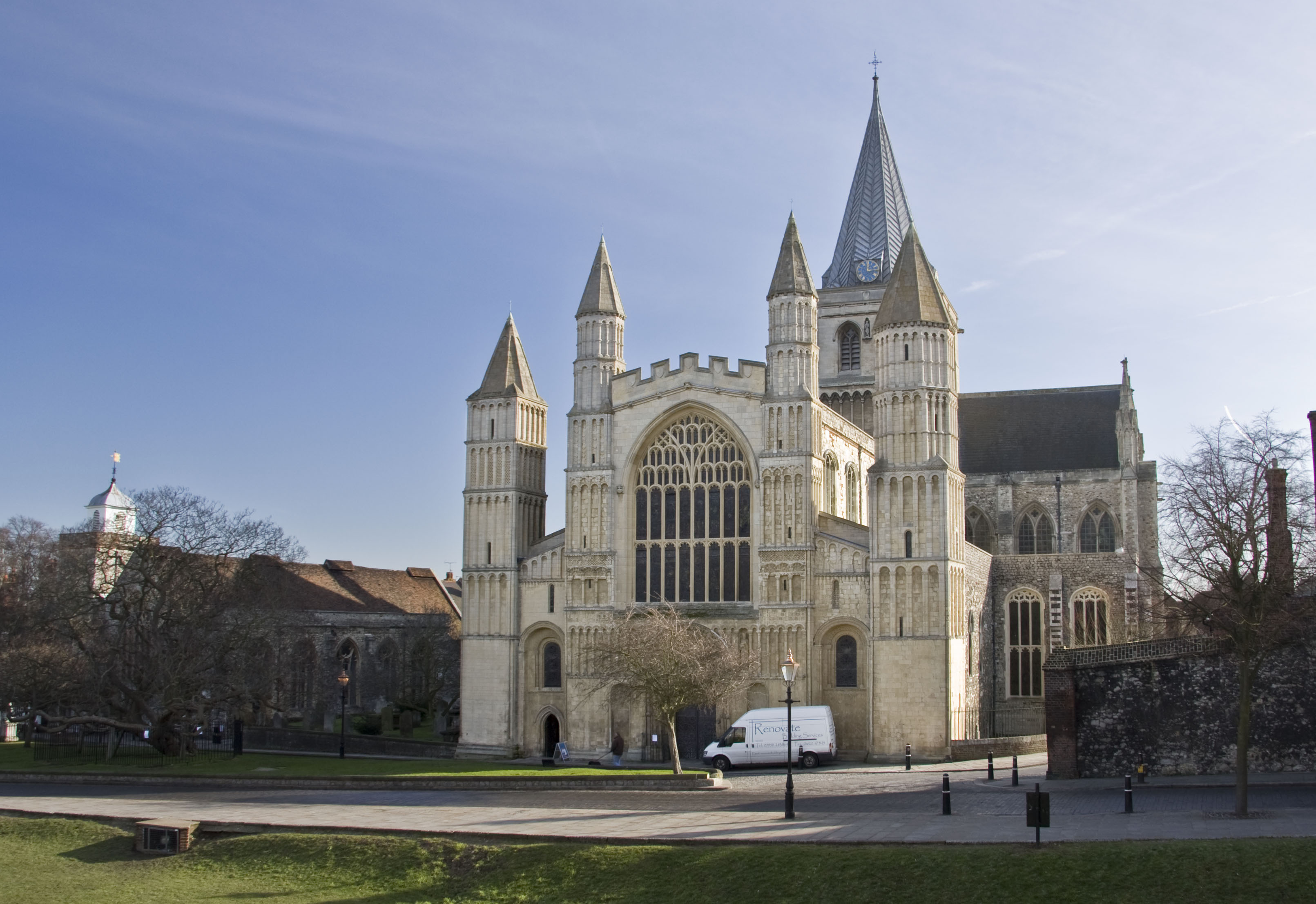
كاتدرائية روتشستر من الغرب

## فرقة الفيلق

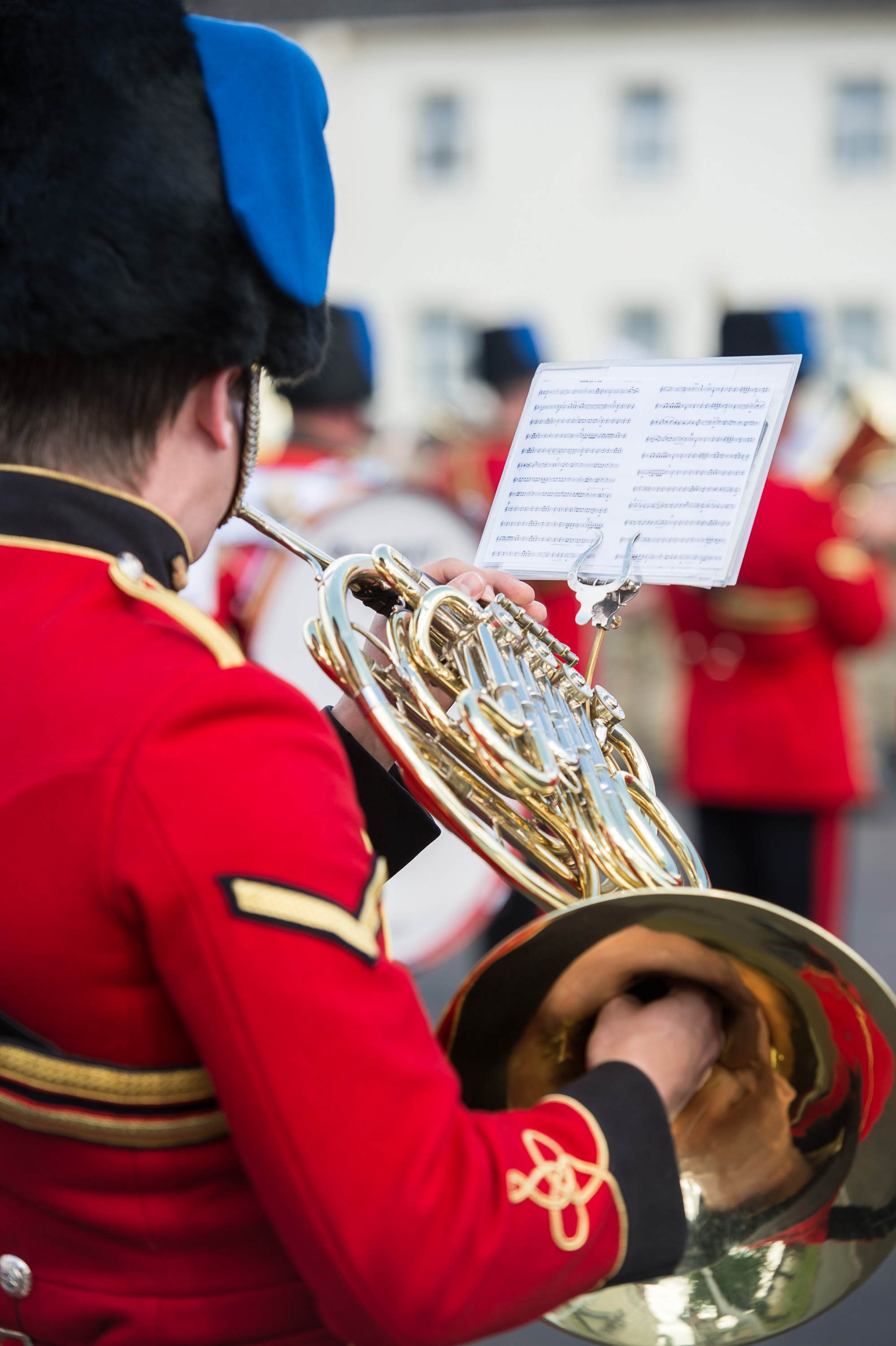
موسيقيون من فرقة سلاح المهندسين الملكي خلال عرض الميداليات لفوج المهندسين رقم 32.

فرقة فيلق المهندسين الملكيين هي الفرقة العسكرية الرسمية لـ RE. تأسست أوركسترا RE السيمفونية في عام 1880. وقد اعترفت الملكة فيكتوريا بذلك بعد سبع سنوات، بأمرها لهم بأداء مأدبة عشاء في قصر باكنغهام بمناسبة اليوبيل الماسي لتأسيسها. في عامي 1916–1917، قامت الفرقة بجولة في فرنسا وبلجيكا، وقدمت أكثر من مائة وخمسين حفلة موسيقية في رحلة امتدت 1800 ميل. واصلت الفرقة جولتها في أوروبا بعد توقف الأعمال العدائية. في عام 1936، قدمت الفرقة عروضها في جنازة جورج الخامس وعزفت في العام التالي لتتويج جورج السادس في عام 1937. ظهرت الفرقة في تتويج إليزابيث الثانية عام 1953، ومنذ ذلك الحين تم استدعاؤها للعب في المناسبات الرسمية والوشم العسكري والعروض العسكرية. وقد قدمت عروضها بشكل خاص خلال مراسم افتتاح نفق القناة وجسر الملكة إليزابيث الثانية. 

## مؤسسة المهندسين الملكية

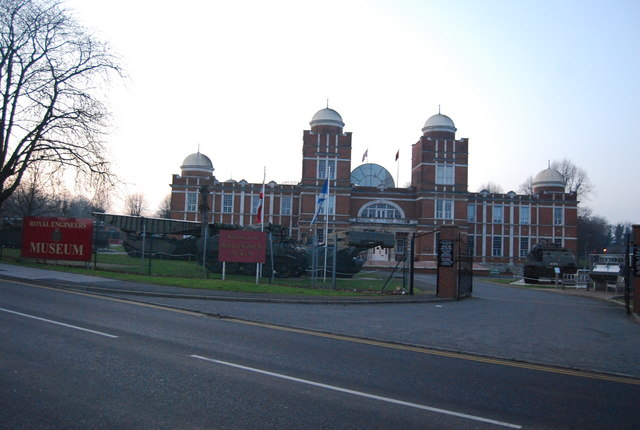
يعد مبنى رافلين في المدرسة الملكية للهندسة العسكرية في تشاتام الآن موطنًا للمؤسسة ومتحف الفيلق.

تأسست مؤسسة المهندسين الملكيين، المؤسسة المهنية لسلاح المهندسين الملكيين ، عام ١٨٧٥، وفي عام ١٩٢٣، مُنحت ميثاقها الملكي من الملك جورج الخامس . تقع المؤسسة جنبًا إلى جنب مع متحف المهندسين الملكيين، ضمن أراضي المدرسة الملكية للهندسة العسكرية في برومبتون في تشاتام، كينت. 
مجلة المهندسين الملكية - تصدر كل ثلاث سنوات وتحتوي على مقالات ذات صلة بالهندسة العسكرية. صدرت المجلة الأولى في أغسطس 1870. أُقتُرحت فكرة النشر في اجتماع الفيلق في مايو 1870 من قبل الرائد آر هاريسون وأيدها الكابتن آر هوم، الذي أصبح أول محرر لها (حلت المجلة في النهاية محل الأوراق المهنية، التي بدأها الملازم دبليو تي دينيسون في عام 1837 واستمرت في النشر حتى عام 1918). 

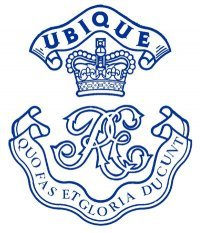
شفرة فيلق المهندسين الملكيين

يتاريخ فيلق المهندسين الملكيين موجود حاليًا في مجلده الثاني عشر. تم تأليف المجلدين الأولين من قبل اللواء وايتورث بورتر وتم نشرهما في عام 1889. 
يتم نشر مجلة Sapper بواسطة Royal Engineers Central Charitable Trust وهي مجلة نصف شهرية لجميع الرتب. 
تعمل جمعية المهندسين الملكية حاليا على تعزيز ودعم الفيلق بين أعضاء الجمعية بالطرق التالية:  
- من خلال تعزيز روح الفريق وروح الرفقة والخدمة.
- من خلال الحفاظ على الوعي بتقاليد الفيلق.
- من خلال العمل كحلقة وصل بين أعضاء الخدمة والمتقاعدين في الفيلق.
- توفير المساعدة المالية وغيرها من المساعدات لأعضاء الخدمة والسابقين في السلك، وزوجاتهم، وأراملهم، وأفراد أسرهم المحتاجين بسبب الفقر.
- تقديم المنح، ضمن إرشادات الجمعية، إلى صندوق الجيش الخيري وللمؤسسات الخيرية الأخرى التي تعزز أهداف الجمعية.

## الرياضة

### نادي المهندسين الملكيين لليخوت

العلم الأزرق غير المشوَّه الذي يرفعه أعضاء نادي المهندسين الملكيين لليخوت..

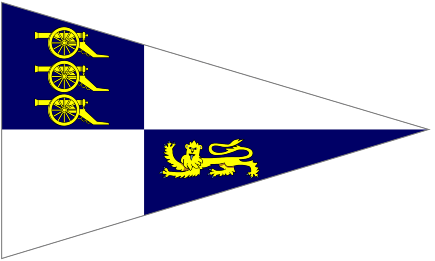
العلم المميز لنادي المهندسين الملكيين لليخوت.

نادي اليخوت الخاص بالمهندسين الملكيين، الذي يعود تاريخه إلى عام 1812، يهدف إلى تعزيز مهارات الملاحة المائية لدى أفراد المهندسين الملكيين. 
لقد شارك المهندسون الملكيون في جميع سباقات Fastnet منذ السباق الثاني في عام 1926، والذي فازوا فيه على متن اليخت Illex . 

### نادي المهندسين الملكيين لكرة القدم للهواة
تأسس النادي عام 1863 تحت قيادة الرائد فرانسيس ماريندين. وقد ذكر السير فريدريك وول، الذي شغل منصب سكرتير الاتحاد الإنجليزي لكرة القدم في الفترة من 1895 إلى 1934، في مذكراته أن "أسلوب اللعب الجماعي" قد استُخدم لأول مرة من قبل فريق المهندسين الملكيين لكرة القدم في أوائل سبعينيات القرن التاسع عشر.   وقد أشار وول إلى أن "السابّيرز (المهندسين) كانوا يتحركون بتناسق" وأظهروا "مزايا اللعب الجماعي مقارنة بالأسلوب القديم القائم على الفردية".
كأس الاتحاد الإنجليزي

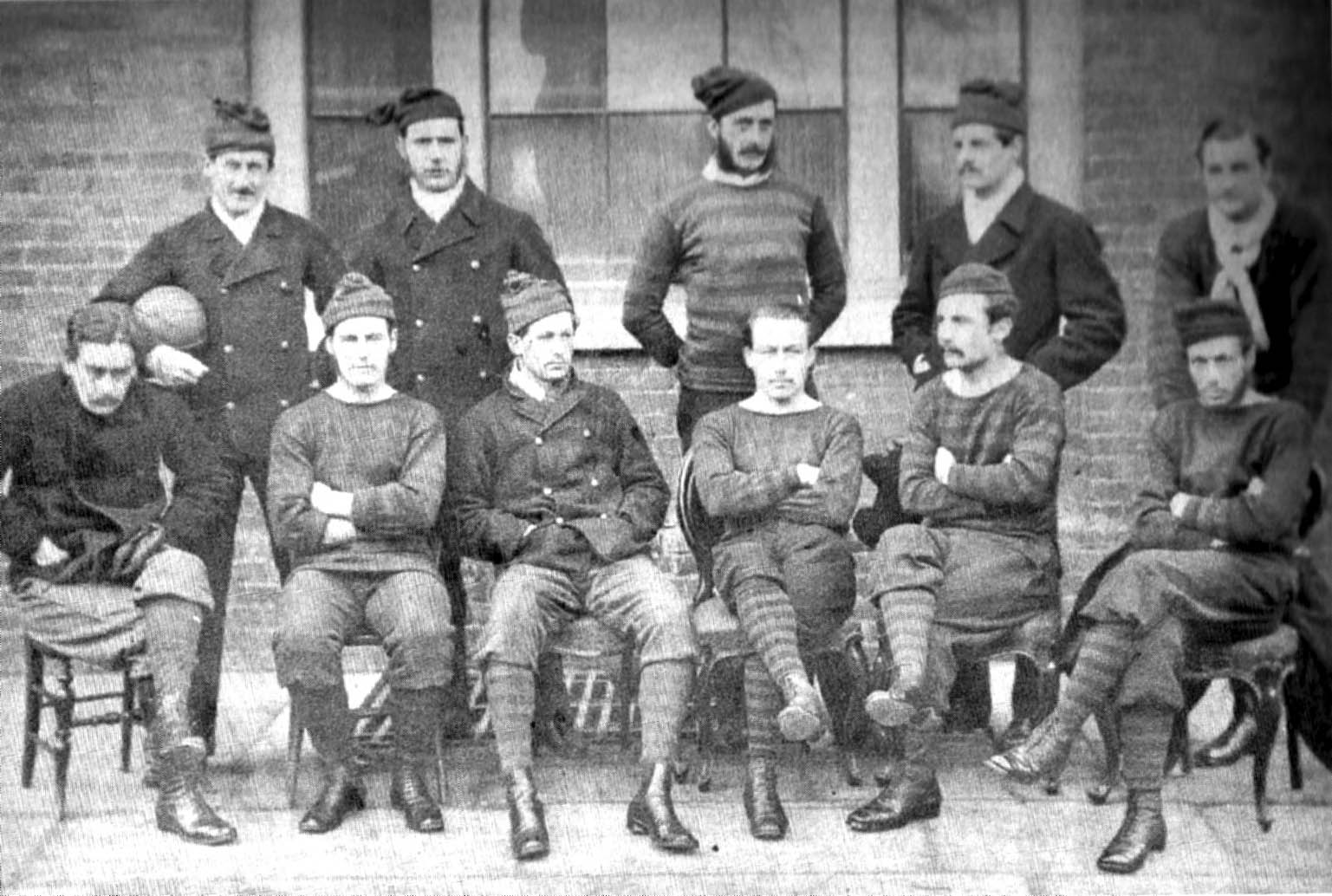
المهندسين الملكيين في الصورة عام 1872. الخلف: ميرمان ، أورد، ماريندين ، أديسون ، ميتشل ؛ الأمام: هوسكينز، ريني-تيليور ، كريسويل ، جودوين ، باركر، ريتش.

شارك فريق المهندسين الملكيين في أول نهائي على الإطلاق لكأس الاتحاد الإنجليزي عام 1872، حيث خسروا بنتيجة 1–0 في ملعب كينينغتون أوفال في 16 مارس 1872 أمام خصومهم الدائمين فريق وانديررز. كما خسروا أيضًا نهائي كأس الاتحاد الإنجليزي لعام 1874 أمام فريق جامعة أكسفورد.
وكان أعظم انتصار لهم هو كأس الاتحاد الإنجليزي 1874-1875 . في المباراة النهائية ضد أولد إيتونيانز ، تعادلوا 1-1 بهدف من ريني تايليور واستمروا في الفوز في مباراة الإعادة 2-0 بهدفين آخرين من ريني تايليور.   كان ظهورهم الأخير في نهائي كأس الاتحاد الإنجليزي في عام 1878 ، وخسروا مرة أخرى أمام واندررز.  آخر مشاركة لهم كانت في كأس الاتحاد الإنجليزي 1882-1883 ، وخسروا 6-2 في الجولة الرابعة أمام نادي أولد كارثوسيانز إف سي 
فازت كتيبة مهندسي المستودع بكأس الاتحاد الإنجليزي للهواة في عام 1908. 
في 7 نوفمبر 2012، لعب فريق Royal Engineers ضد فريق Wanderers في إعادة لنهائي كأس الاتحاد الإنجليزي لعام 1872 في The Oval . وعلى عكس المباراة النهائية الفعلية، فاز المهندسون، وبفارق كبير، حيث كانت النتيجة النهائية 7-1. 

### الرجبي
مثّل الجيش البريطاني في أول بطولة دولية في تاريخ الرجبي لاعبان من المهندسين الملكيين، حيث شارك كلاهما مع منتخب إنجلترا، وهما الملازم تشارلز آرثر كرومبتون والملازم تشارلز شيرارد .

## التنافس
لدى المهندسين الملكيين منافسة تقليدية مع المدفعية الملكية (المدفعيون). 
- الموقع الرسمي
- Institution of Royal Engineers
- Royal Engineers – Continuous Professional Development
- Royal Engineers Association
- Royal Engineers Museum, Library and Archive
- Royal Engineers Band

[usurped]
- The Royal Engineers in Halifax: Photographing the Garrison City, 1870–1885

[usurped]
- Airborne Engineers Association
- Calling all Royal Engineers
- Royal Engineers Companies 1944 - 1945 at www.BritishMilitaryHistory.co.uk[usurped]